# Viaduc de Restello
Le viaduc de Restello (en italien viadotto Restello) est un pont en poutre-caisson autoroutier de l'A27 situé à proximité de Vittorio Veneto, dans la province de Trévise, en Vénétie (Italie).

## Historique
Surplombant le lac de Restello, les deux viaducs autoroutiers construits en béton précontraint sont achevés en 1994. L'ouvrage en deux viaducs jumelés est composé deux voies distinctes de 12,89 mètres de large pour une longueur de 2 100 mètres, caractérisé par un tracé continu de 31 travées d'une portée maximum de 60 mètres. Le système de préfabrication fournissait des segments de 60 mètres et pesant jusqu'à 800 tonnes. 